# Dokumente und Debatten
Dokumente und Debatten (Dok&Deb) – publiczny program niemieckiego radia emitowany przez Deutschlandradio. Dokumente und Debatten jest kanałem słownym (bez muzyki), nadającym na obszarze całych Niemiec w technologii cyfrowej DAB+ na kanale 5C.  